# Xã dân sự
Xã dân sự (tiếng Anh: civil township) là đơn vị chính quyền địa phương nằm bên dưới một quận tại Hoa Kỳ. Tuy nhiên chỉ có khoảng 20 tiểu bang trong số 50 tiểu bang có đơn vị hành chính xã.  Các tiểu bang thuộc vùng Tân Anh, tiểu bang New York và Wisconsin dùng từ thị trấn (town) để chỉ đơn vị tương đương xã dân sự.  Các trách nhiệm và mức độ tự trị riêng của các xã dân sự khác nhau theo từng tiểu bang.  Xã dân sự khác biệt xã khảo sát, nhưng tại các tiểu bang có cả hai loại xã thì địa giới của chúng thường trùng hợp, và có thể hoàn toàn phân chia nhỏ địa giới của quận.  Cục Điều tra Dân số Hoa Kỳ xếp loại các xã dân sự là tiểu khu hành chính dân sự (minor civil division).
Chức năng của xã thường được một ban lãnh đạo trông coi cùng với một nhân viên lục sự.  Các viên chức xã thường gồm có quan tòa cấp thấp (justice of the peace), ủy viên đặc trách xa lộ, thẩm định thuế, thi hành pháp luật (constable), và khảo sát.  Trong thế kỷ 20, nhiều xã cũng có một người quản lý hay giám sát các viên chức xã trong tư cách hành chính trưởng của ban lãnh đạo xã.  Trong một số trường hợp, xã điều hành hoạt động của các thư viện, các dịch vụ đặc trách người già, thanh niên, người tàn tật, trợ giúp tình trạng khẩn cấp, và thậm chí dịch vụ mai táng.

## Các tiểu bang trung và tây của vùng Trung Tây

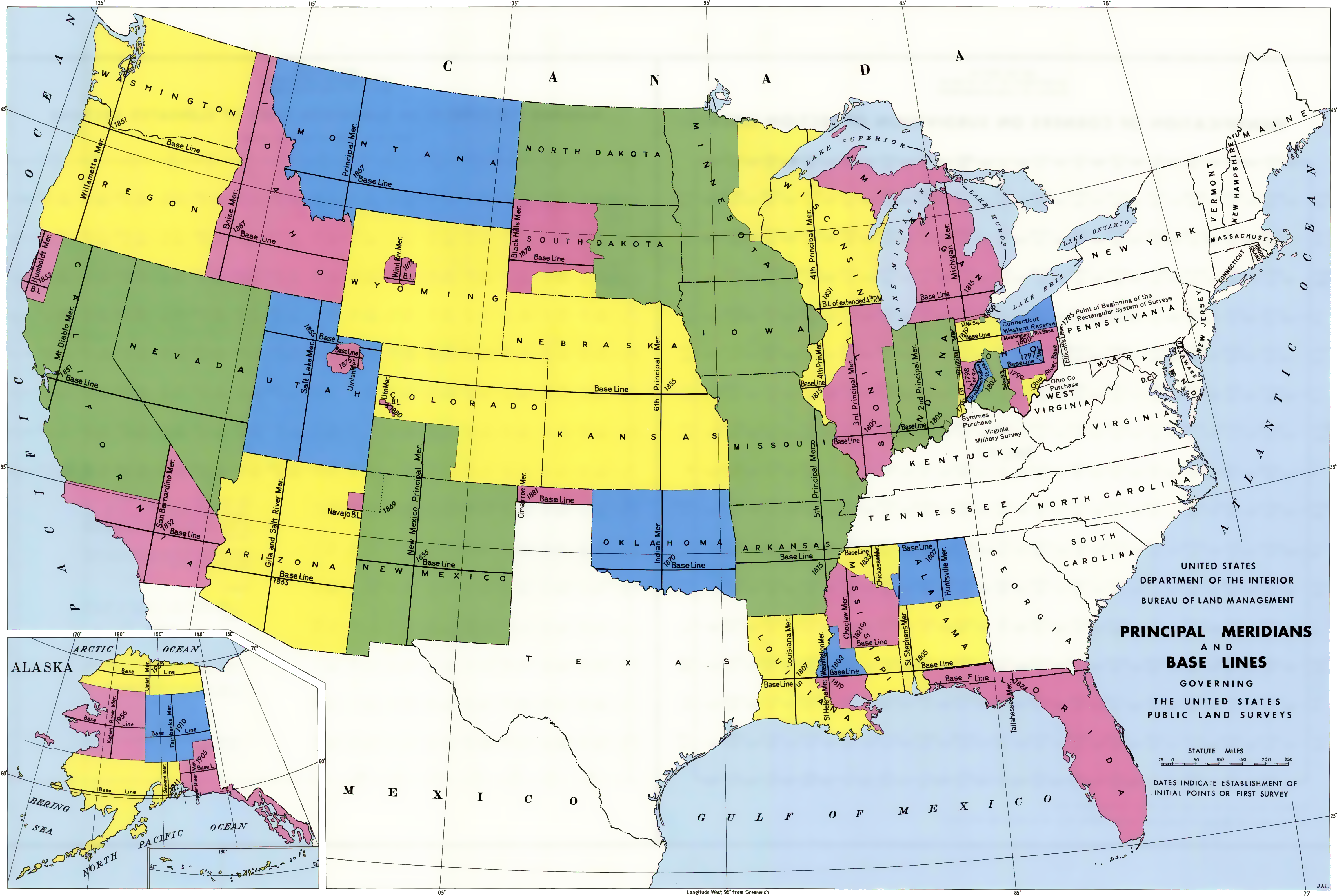
Bản đồ biểu thị các tiểu bang được khảo sát bởi Văn phòng đặc trách đất liên bang

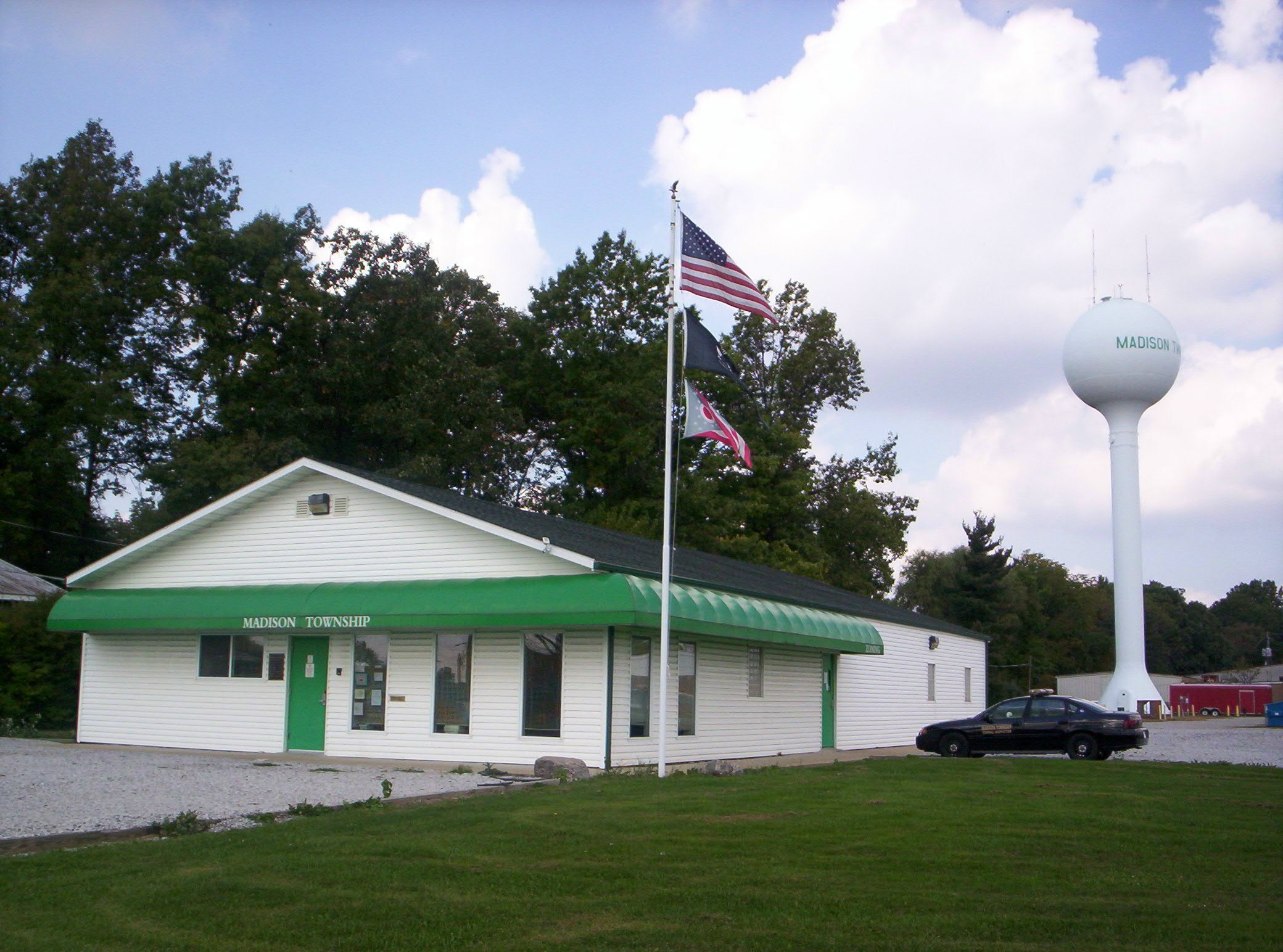
Tòa hành chính Xã Madison, quận Richland, Ohio

Tùy theo tiểu bang, chính quyền xã có mức độ tự trị khác nhau.
Tại tiểu bang Kansas, một số xã dân sự cung cấp các dịch vụ như tu sửa đường sá và cứu hỏa mà quận không cung cấp.
Tại các tiểu bang Thượng Trung Tây gần Ngũ Đại Hồ, các xã dân sự (tên tiếng Anh tại Michigan gọi là "general law township") thường thường nhưng không hẳn nằm chồng trên các xã khảo sát. Mức độ mà các xã này hoạt động như các thực thể chính quyền thì khác nhau từ tiểu bang này đến tiểu bang khác, thậm chí có trường hợp khác nhau trong cùng một tiểu bang. Ví dụ các xã tại phần phía bắc của tiểu bang Illinois hoạt động cung cấp các dịch vụ công cộng như tư sửa đường sá, trông giữ trẻ em sau giờ học, và dịch vụ dành cho người già trong khi đó các xã tại phần phía nam không cung ứng các dịch vụ như mà để cho chính quyền quận đảm nhiệm.  Ngược lại, các xã dân sự tại tiểu bang Indiana hoạt động tương đối giống nhau trên khắp tiểu bang và có chiều hướng được tổ chức tốt.  Đa số các xã tại tiểu bang Illinois cũng cung cấp các dịch vụ như dọn dẹp tuyết, các dịch giao thông và khẩn cấp dành cho người già trong các phần đất chưa hợp nhất của quận.
Các xã dân sự tại các tiểu bang này thông thường không được xem là hợp nhất, và các thành phố lân cận có thể sáp nhập đất nằm trong các xã kề bên một cách khá dễ dàng.  Tại Michigan, xã dân sự, gọi trong tiếng Anh là "general law township", có thể hợp nhất thành xã tự trị, một địa vị nhằm bảo vệ đất đai không bị các khu tự quản lân cận sáp nhập.  Hơn nữa các xã này được phép có một số quyền tự trị tương tự như các thành phố.  Tại tiểu bang Wisconsin, các khu vực được gọi theo tiếng Anh là "town" thay vì "township" thực ra cũng như nhau. Tại tiểu bang Minnesota, luật tiểu bang ám chỉ các thực thể như thế là "thị trấn" tuy nhiên bắt buộc chúng phải có tên gọi theo hình thức "Tên tiếng Anh + Township". Trong cả văn bản và lời nói, "thị trấn" và "xã" được dùng thay thể cho nhau. Các xã của tiểu bang Minnesota có thể là đô thị hay không đô thị (chính quyền xã đô thị có quyền lực lớn hơn), nhưng trong tên xã thì không có gì khác biệt. Tại tiểu bang Ohio, một khu tự quản (thành phố hay làng) được phủ trên xã trừ khi nó ly khai bằng cách thành lập một xã ảo (paper township). Trong những trường hợp mà xã trên giấy không trùng với khu tự quản hoàn toàn, một số miếng đất sẽ nằm trong một khu tự quản và một xã thật (giáp với xã trên giấy) cùng lúc, nên các chủ đất phải trả thuế cho cả khu tự quản và xã. Mười tiểu bang khác cũng cho phép xã dân sự và khu tự quản chồng lấn lên nhau.

## Pennsylvania và New Jersey
Xã trong tiểu bang Pennsylvania là một đơn vị chính quyền địa phương có trách nhiệm cung cấp các dịch vụ như cảnh sát, tu sửa và bảo trì đường sá địa phương.  Các xã hoạt động tương tự như thành phố.  Các xã được lập ra theo ranh giới địa lý cho tiện lơi và có diện tích lớn nhỏ khác nhau từ 6 đến 52 dặm vuông Anh(10–135 km²).  Xã trong tiểu bang New Jersey là một hình thức của chính quyền khu tự quản có địa vị ngang bằng với một làng, thị trấn hay thành phố.

## Các tiểu bang đông bắc
Tại vùng Tân Anh và tiểu bang New York, quận được chia thành các thị trấn và thành phố, đây là hình thức chủ yếu của chính quyền địa phương. Các tiểu bang này sử dụng thuật từ thị trấn (town) thay vì xã (township). Tổng quát thì các thị trấn này có hình thức giống như các xã dân sự hơn là "thị trấn" mà người ta thường hiểu ở đa số các nơi tại Hoa Kỳ. Các thị trấn Tân Anh là các khu tự quản hợp nhất nhưng các thị trấn của tiểu bang New York thì không. Một số cư dân của hai tiểu bang này thường không công nhận từ "xã" khi ám chỉ chính quyền địa phương của họ cho dù Cục Điều tra Dân số Hoa Kỳ xem cả hai là như nhau. Tại những vùng đất rất ít người sinh sống của tiểu bang New Hampshire, Vermont và đặc biệt là Maine, các đơn vị hành chính bên dưới quận mà chưa hợp nhất thì đôi khi được gọi là xã, hay các từ tiếng Anh khác như 'gore,'  'grant,' 'location,' 'plantation', hay 'purchase.'

## Các tiểu bang miền Nam Hoa Kỳ

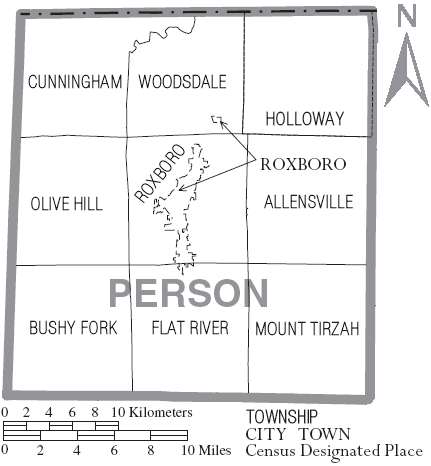
Bản đồ tổ chức xã và khu tự quản thuộc Quận Person, Bắc Carolina

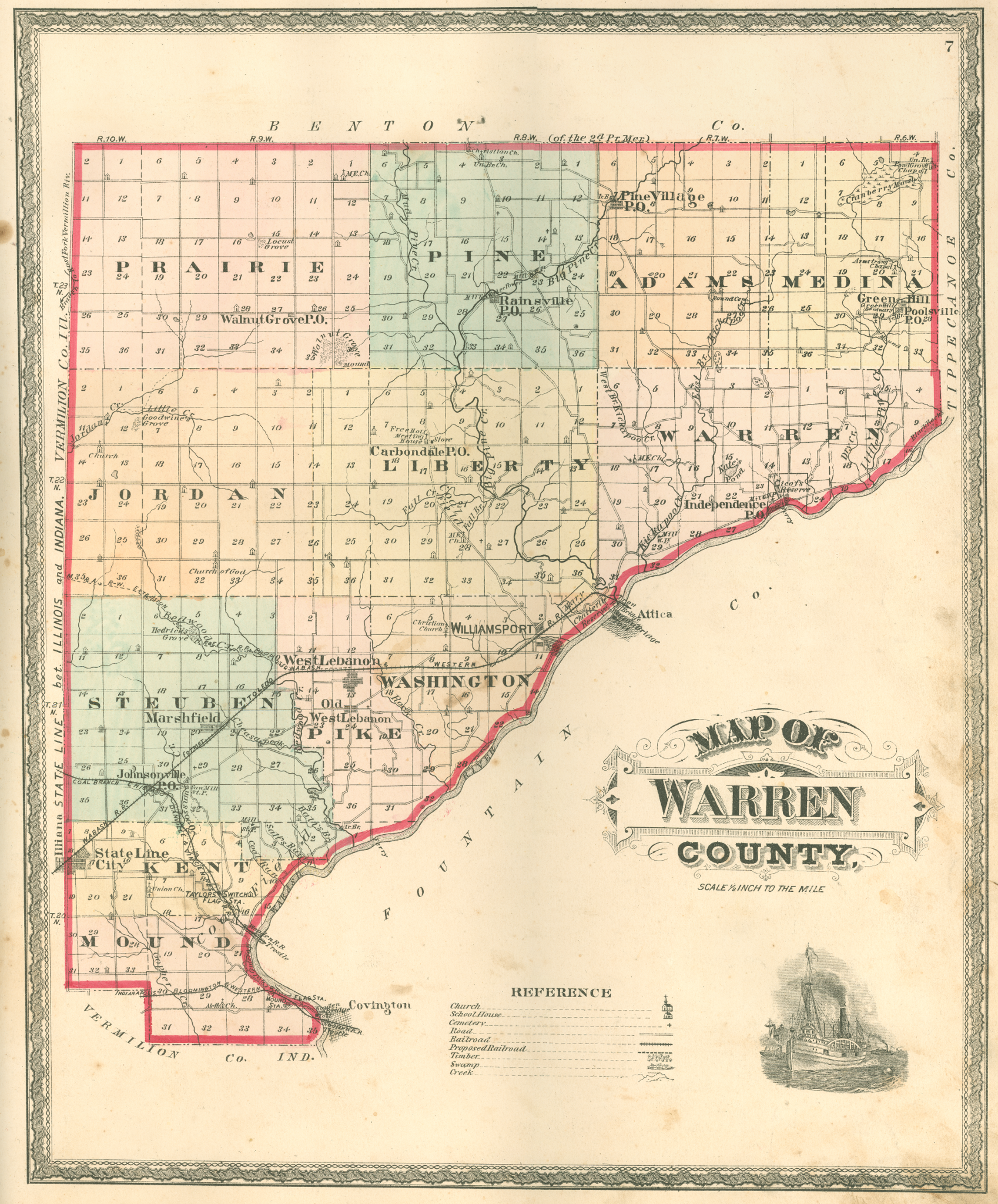
1877 Bản đồ Quận Warren, Indiana. Trong tất cả các xã dân sự, chỉ mình xã Pine phù hợp đúng quy định của một xã khảo sát có 36 phân khu.

Tại miền nam, bên ngoài thành phố và thị trấn thường thường không có chính quyền địa phương ngoài chính quyền quận.
Bắc Carolina không ngoại lệ nhưng nó có các xã đóng vai trò như tiểu khu địa lý của các quận, bao gồm cả lãnh thổ chưa hợp nhất và cả vùng đất nằm trong địa giới của các thị trấn và thành phố hợp nhất. Mỗi quận bắt buộc phải được chia thành các xã từ thời Hiến pháp Bắc Carolina năm 1868.  Một số quận đô thị hóa như Quận Mecklenburg (Charlotte) hiện nay đặt số cho xã của mình (Ví dụ "Xã 12") hơn là đặt tên xã. Các xã trên khắp tiểu bang từng có một số cơ quan và trách nhiệm chính thức nhưng hiện nay chỉ được xem là các phân khu lễ nghi của mỗi quận. Tên xã vẫn còn được dùng khá rộng rải ở cấp bậc chính quyền quận tại Bắc Carolina như một cách để định đoạt và phân chia các khu vực cho những mục đích hành chính. Chính yếu là cho mục đích thu thuế quận, quyết định các khu cứu hỏa, cho mục đích địa ốc như phân loại khế ước đất, khảo sát công thổ và các tài liệu địa ốc, và cho mục đích đăng ký cử tri. Tại phần lớn khu vực tại tiểu bang Bắc Carolina nằm bên ngoài địa giới của bất cứ khu tự quản nào (bên ngoài thành phố hay thị trấn), các xã được dùng để chọn ra nơi bỏ phiếu, và trong đa số trường hợp, hội đồng bầu cử quận chia các khu vực bầu cử theo xã.  Tuy nhiên, không có chính quyền cấp bậc xã tại Bắc Carolina cũng như không có cơ quan nào được bổ nhiệm hay được dân chúng bầu lên có liên quan với xã.
Xã khảo sát tồn tại tại các tiểu bang Alabama, Arkansas, Florida, Louisiana và Mississippi.